# Hans-Jürgen Gundelach
Hans-Jürgen Gundelach (ur. 29 listopada 1963) – niemiecki piłkarz występujący na pozycji bramkarza.

## Kariera
Gundelach swoją zawodową karierę rozpoczął w 1984 roku w Eintrachcie Frankfurt, drużynie Bundesligi. W tych rozgrywkach zadebiutował 24 listopada 1984 w wygranym 3:1 meczu z FC Schalke 04. W 1988 roku zdobył z klubem Pucharu Niemiec, pokonując w finale 1:0 VfL Bochum. W ciągu pięciu lat gry w barwach Eintrachtu rozegrał łącznie 87 spotkań.
W 1989 roku Gundelach przeniósł się do zespołu FC 08 Homburg, który także rywalizował w Bundeslidze. Pierwszy ligowy mecz rozegrał tam 28 lipca 1989 roku przeciwko Bayerowi Uerdingen (0:3). W 1990 roku spadł z drużyną do 2. Bundesligi. W Homburgu występował jeszcze przez dwa lata. W sumie zagrał tam w 98 meczach.
W 1992 roku Gundelach przeniósł się do pierwszoligowego Werderu Brema. Zadebiutował tam 24 października 1992 w wygranym 3:1 ligowym pojedynku z Bayernem Monachium. W 1993 roku zdobył z klubem mistrzostwo Niemiec. Rok później triumfował w rozgrywkach Pucharu Niemiec, a w 1995 roku wywalczył z Werderem wicemistrzostwo Niemiec. Przez pięć lat gry w Werderze zagrał łącznie 9 razy. W 1997 roku zakończył swoją piłkarską karierę.
W Bundeslidze rozegrał 130 spotkań.